# Nicoleta Daniela Sofronie
Nicoleta Daniela Sofronie född den 12 februari 1988 i Constanța, Rumänien, är en rumänsk gymnast.
Hon tog OS-guld i lagmångkampen och OS-silver i fristående i samband med de olympiska gymnastiktävlingarna 2004 i Aten.